# Dalechampia aristolochiifolia
Dalechampia aristolochiifolia är en törelväxtart som beskrevs av Carl Sigismund Kunth. Dalechampia aristolochiifolia ingår i släktet Dalechampia och familjen törelväxter.
Artens utbredningsområde är Peru. Inga underarter finns listade i Catalogue of Life.